# Le Sursis (roman)
Pour les articles homonymes, voir Le Sursis.
Le Sursis est un roman de Jean-Paul Sartre paru en 1945. C'est la deuxième partie de la trilogie Les Chemins de la liberté.